# Lough Owel

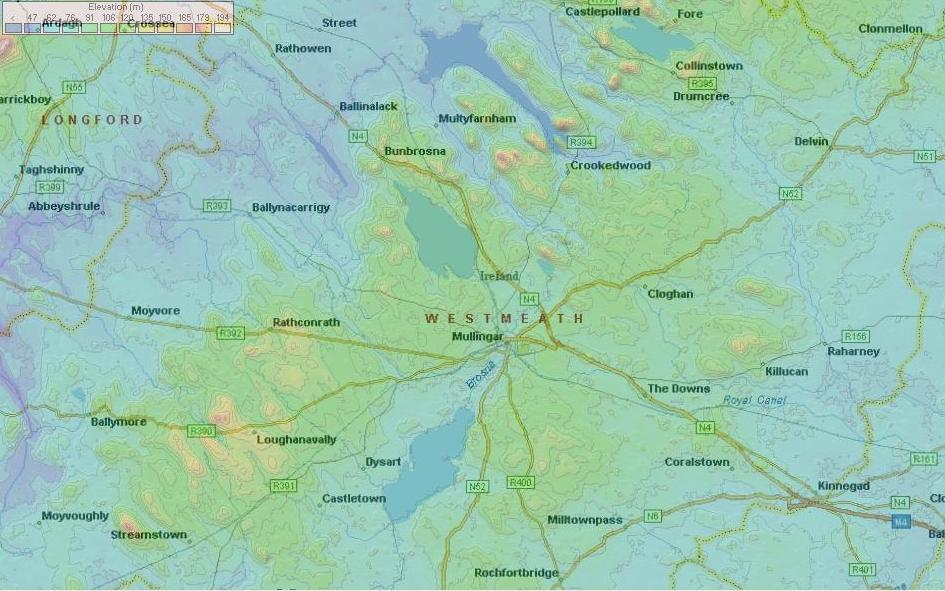
Il Lough Owel è il lago al centro.

Il Lough Owel (Loch Uail in gaelico irlandese) è un lago formato dal corso del fiume Shannon, nella zona centro-settentrionale della Repubblica d'Irlanda. Più precisamente si trova a Nord di Mullingar nella contea di Westmeath, Irlanda. Di origine glaciale, è relativamente profondo e molto apprezzato dai pescatori vista l'abbondante presenza di trote. Le acque del lago si immettono nel Royal Canal, un canale che attraversa l'Irlanda e che congiunge il fiume Shannon con Dublino. Si può giungere al lago in automobile tramite la N4 e lasciare la macchina in un ampio parcheggio adiacente al bacino. Il Lough Owel, col Lough Ennell, è uno dei due laghi principali del bacino idrografico del fiume Brosna.
L'acqua del fiume è tanto pulita che si può vedere fino a profondità di almeno 6 metri tutti i giorni dell'anno, addirittura fino a 20 metri durante giornate serene.
Il comandante dei vichinghi Turgesius sarebbe stato annegato in questo lago da Máel Sechnaill mac Máele Ruanaid nell'anno 845.